# Перудо: Характерник
Перудо: Характерник (також має назви англ. Perudo, нім. Bluff та інші) — гра з кубиками від Річарда Борга для двох-шести гравців віком від 12 років. У 1986 році Борг випустив її в самвидаві під назвою Doubter’s Dice, а Milton Bradley у 1988 році під назвою Liar’s Dice. У 1993 році гра вийшла німецькою мовою у видавництві F.X. Schmid і була визнана грою року премії Spiel des Jahres. З 2001 року гра видається в Німеччині видавництвом Ravensburger. На міжнародному рівні гра видається різними видавцями під різними назвами . В Україні гра локалізована видавництвом «KOZAK Games».

## Правила гри
Кожен гравець починає з кубкового стакану та п'яти кубиків. Кубики — класичні шестигранні з числовими значеннями від 1 до 5, де замість 6 — зірка. Зіркова сторона кубика може представляти будь-яке значення кубика (1–5 або зірку).
На столі розміщено ігрову дошку з 30 полями, які мають значення від 1 до 20. Кожне третє поле — це поле зі зіркою (наприклад, перед 8 є поле з 4 зірками).
У кожному раунді всі гравці одночасно кидають кубики та дивляться свої результати. Далі по черзі робляться ставки на те, скільки кубиків мають певне значення. Перший гравець ставить червоний шестигранний кубик на поле на ігровій дошці, вказуючи, наприклад, що щонайменше 5 кубиків випали з трійками. Наступний гравець може поставити на щонайменше 5 четвірок тощо.
Якщо гравець вважає, що останнє припущення менше або неможливе, він зупиняється.
Тоді кожен гравець відкриває свої кубики. Якщо останнє припущення було на щонайменше 8 п'ятірок, то підраховуються всі п'ятірки плюс усі зірки. Якщо їх більше 8, сумнівний гравець втрачає стільки кубиків, скільки різниця від справжньої кількості. Якщо саме 8, гравець, що сумнівався, втрачає один кубик. Якщо їх менше, гравець, який зробив ставку, втрачає різницю від справжньої кількості. Якщо гравець втрачає всі свої кубики, він вибуває з раунду.
Існують також додаткові опції:
1. повторний кидок — гравець викладає щонайменше один кубик та кидає решту після ставки;
2. точний результат — всі, крім того, хто зробив ставку, втрачають по одному кубику, якщо ставка була точною;
3. передача — якщо ставка була точною і в ній сумнівалися, той, хто сумнівався, віддає кубик тому, хто зробив ставку, якщо у нього ще є всі кубики.

## Попередники
Класичним попередником цієї гри є Лукмекс або Мекс. Ця гра грається з двома кубиками в стакані. Гравець повідомляє, яке значення він кинув, а наступний гравець або приймає значення та намагається кинути більше, або звинувачує попереднього гравця в обмані та відкриває кубики.
Іншою відомою грою є гра з кубиками Liar Dice, яка має схожий принцип із Перудо. Тут грають з покерними кубиками, і гравці кидають не одночасно.
У 1974 році компанії Milton Bradley та E. S. Lowe випустили Liar’s Dice.